# Corneille van Bommel
Cornelis Richard Anton van Bommel, connu en français sous le nom de Corneille van Bommel, né à Leyde (Provinces-Unies) le 5 avril 1790 et décédé à Liège le 7 avril 1852 , était un prêtre catholique néerlandais. Il fut le 84e évêque de Liège de 1829 à 1852.

## Biographie

### Enfance et éducation
Corneille van Corneille né à Leyde (Provinces-Unies) le 5 avril 1790 dans une famille de commerçants très ancrés dans la foi catholique. Sa mère s'occupa de sa première éducation, avec l'aide d’un prêtre français, en exil aux Pays-Bas, mais cette éducation à domicile ne dura qu'un temps. Ayant perdu son père en 1803 et sa mère deux ans après, il fut envoyé au collège de Willingshegge, près de Münster (Allemagne), où il fit ses études sous la direction des prêtres français réfugiés, et plus tard au Borght, école supérieure, tenue par les mêmes professeurs où il consacra sept années à l'étude de la philosophie et de la théologie. Malgré l'opposition de sa famille, il se dirigea dans l’état ecclésiastique et s’y prépara sous la direction du célèbre Overberg, alors président du séminaire de Münster.

### Fondation du collège d'Haegeveld
Le jeune séminariste fut ordonné prêtre le 8 juin 1816 par Mgr Gaspar Droste de Visschering, évêque de Münster. Il célébra sa première messe dans l'oratoire du collège de Borgh le 13 du même mois. De retour en Hollande en 1816, Van Bommel conçut le projet de fonder à Haegeveld, près de Haarlem, avec l'aide des abbés Camille de Wykerslooth et Corneille van Niel, un collège catholique (nl) ayant pour principale tâche de former les jeunes gens souhaitant devenir prêtre. Il fut admis dans la haute société de La Haye, d'Amsterdam et de Bruxelles et s'y fit de nombreux partisans et amis. Bientôt même il eut son entrée à la cour où il entra en relation avec le roi Guillaume Ier. En peu d’années la maison se forgea une grande réputation, non seulement parmi les catholiques, mais même parmi les protestants de la Hollande-Septentrionale. L'arrêté de 1825 qui supprimait les petits séminaires et les collèges catholiques dans les Pays-Bas, contraint la fermeture de l'établissement d'Haegeveld, fondé depuis à peine huit ans.

### Engagement politique
À la suite du démantèlement de son collège, Corneille van Bommel dirigea le collège philosophique de Louvain en 1825. On raconta que l'abbé van Bommel avait usé de son influence près du Roi pour obtenir la régence du Collège, cette rumeur s'étant ébruitée, ses supérieurs ecclésiastiques lui reprochèrent cette démarche qu'ils considéraient comme dictée par l'ambition personnelle. 
Corneille van Bommel s'orienta de plus en plus vers la politique et alors que l'opposition belge gagnait chaque jour du terrain, l'influence de Van Bommel à la cour du roi croissait proportionnellement. Guillaume lui accordait une grande confiance, n'hésitait pas à le consulter sur des questions religieuses et même à l'envoyer quelquefois en mission à Bruxelles. Malgré son amitié et influence importante auprès du roi, l'abbé Van Bommel ne manquait pas d'afficher son opposition au gouvernement en aidant à l'union des libéraux et catholiques. Effrayé par cette opposition grandissante, le gouvernement promulgua le concordat conclu depuis quelque temps avec le pape Léon XII, de ce concordat l’abbé Van Bommel fut désigné pour le diocèse de Liège en 1829.

### Évêque de Liège
L’élu de Liège publia, sous le titre de Trois chapitres sur les arrêtés du 20 juin 1829, un travail qui fit grand bruit où il exprime son opposition au gouvernement et fait l'éloge des libéraux. Le travail parut sous le voile de l’anonymat, même si peu de personnes en ignoraient l’auteur : il en avait fait remettre des exemplaires au roi et aux ministres et agit de même pour son Essai sur le monopole de l’enseignement aux Pays-Bas, qui parut peu après.
Il se range du côté des révolutionnaires et soutient le nouveau gouvernement une fois acquise l'indépendance de la Belgique. Il participa activement à la condamnation de la franc-maçonnerie de 1838 en signant de son nom la circulaire des évêques condamnant les francs-maçons.

## Écrits
- Trois chapitres sur les arrêtés du 20 juin 1829
- Essai sur le monopole de l’enseignement aux Pays-Bas
- Sermon sur la primauté du souverain Pontife et à l’Exposé des vrais principes sur l’instruction primaire et secondaire, considérée dans ses rapports avec la religion